# بازنویل
بازنویل (به فرانسوی: Bazenville) یک کمون در فرانسه است که در canton of Ryes واقع شده‌است. بازنویل ۴٫۰۷ کیلومتر مربع مساحت دارد ۳۰ متر بالاتر از سطح دریا واقع شده‌است.
فرودگاه بازنویل یک زمین فرود پیشرفته سابق جنگ جهانی دوم بود که بیشتر در خارج از کمون بازنویل در 1.8 کیلومتری شمال شرقی قرار داشت

## تاریخچه

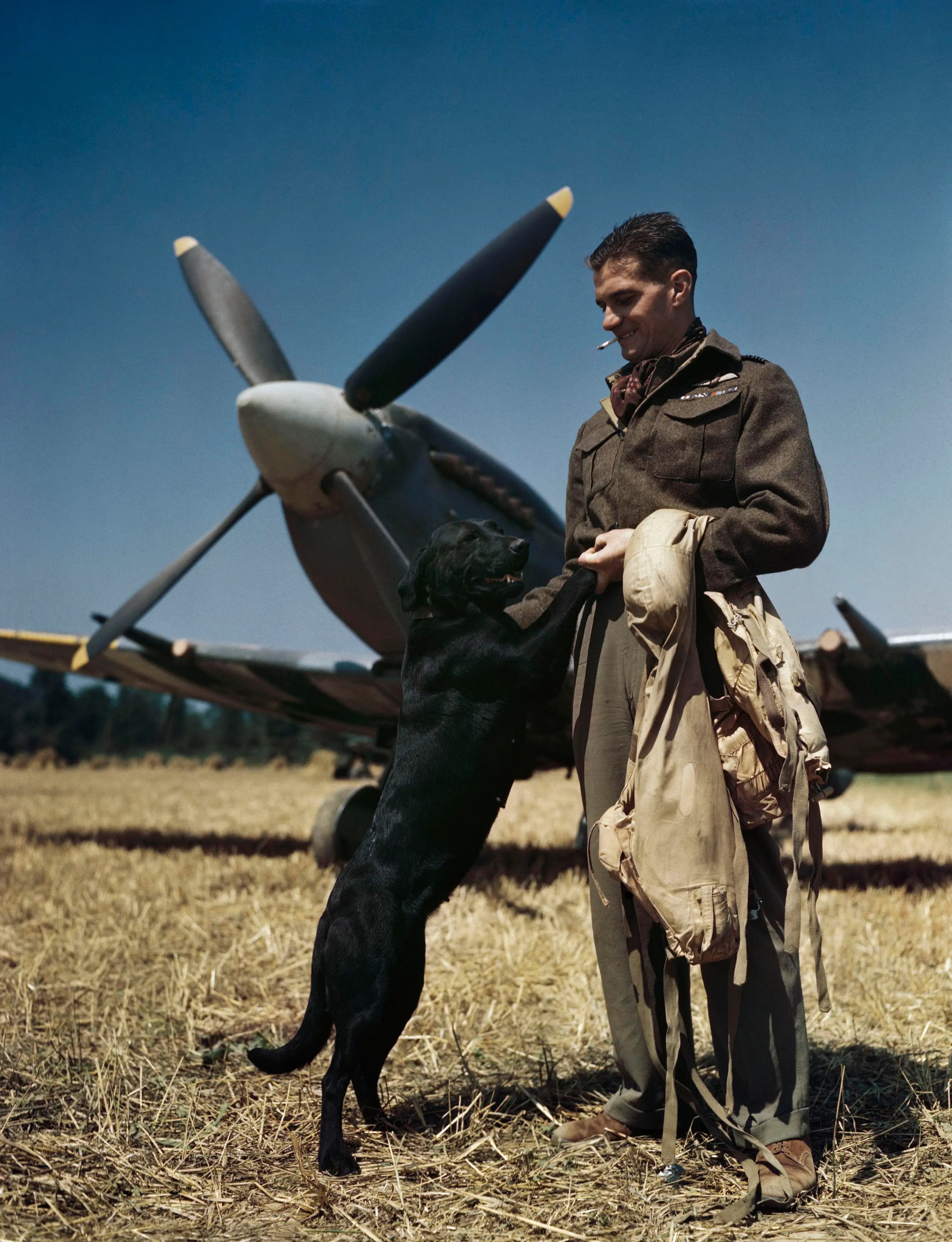
فرمانده بال جیمز "جانی" جانسون در بازنویل نرماندی 31 ژوئیه 1944

بازنویل در همان روز فرود نرماندی در 6 ژوئن 1944 آزاد شد.
یک فرودگاه موقت کانادایی (به نام فرودگاه بازنویل ، زمین فرود پیشرفته B-2 بازنویل یا B-2 کرپون ) از شب بعد در نزدیکی کمون ساخته شد .در بخش بزرگی از مثلث که توسط بازنویل ، کرپ و روستاهای Villiers-le-Sec.

در 11 ژوئن 1944 ، پیر کلسترمن، ستاره فرانسوی، پس از ورودش به جنگ در سال 1942، در این فرودگاه بود که برای اولین بار در فرانسه پرواز کرد: "تمام زندگی ام مردم بازنویل را به یاد خواهم داشت، اولین فرانسوی‌هایی که به آنها رسیدم."

## فرهنگ و میراث

### میراث مدنی
- لوح یادبودی به یاد محل فرودگاهی که پیر کلوسترمن در 11 ژوئن 1944 به آنجا رسید.

این کمون دارای ساختمان ها و مکان های بسیاری است که به عنوان آثار تاریخی ثبت شده اند:
- خانه ای مزرعه ای در خیابان آلیه (1759)
- خانه یک تاجر در خیابان دو کوردیه (قرن 19)
- خانه مزرعه بازنویل در Rue de l'Eglise (قرن هفدهم)
- خانه ای در Rue de l'Eglise (قرن 18)
- خانه سرشناس در Rue de l'Eglise (قرن 18)
- قلعه بازنویل در خیابان دو لا گروت (قرن هفدهم)
- عمارت تورنبو در خیابان نویاکس (قرن هفدهم)
- خانه کارگر در Route de Villiers-le-Sec (قرن 19)
- گورستان بریتانیایی رایز (قرن بیستم). این گوریک قلعه سلطنتی ستان شامل 979 قبر است: 630 انگلیسی، 21 کانادایی، یک استرالیایی، یک قطبی، و 326 آلمانی.
- یادبود جنگ (1929)
- غار لورد (1947)
- دهکده بازنویل (دوران باستان)
- خانه ها (قرن 17-19

### میراث مذهبی
این کمون دارای چندین بنا و مکان مذهبی است که به عنوان آثار تاریخی ثبت شده اند:
- یک پروتستان در خیابان دو اگلیز (قرن نوزدهم)
- کلیسای کلیسای سنت مارتین در لو بورگ (قرن سیزدهم) کلیسا حاوی تعداد زیادی اشیاء است که به عنوان اشیاء تاریخی ثبت شده اند

### گالری تصویر میراث

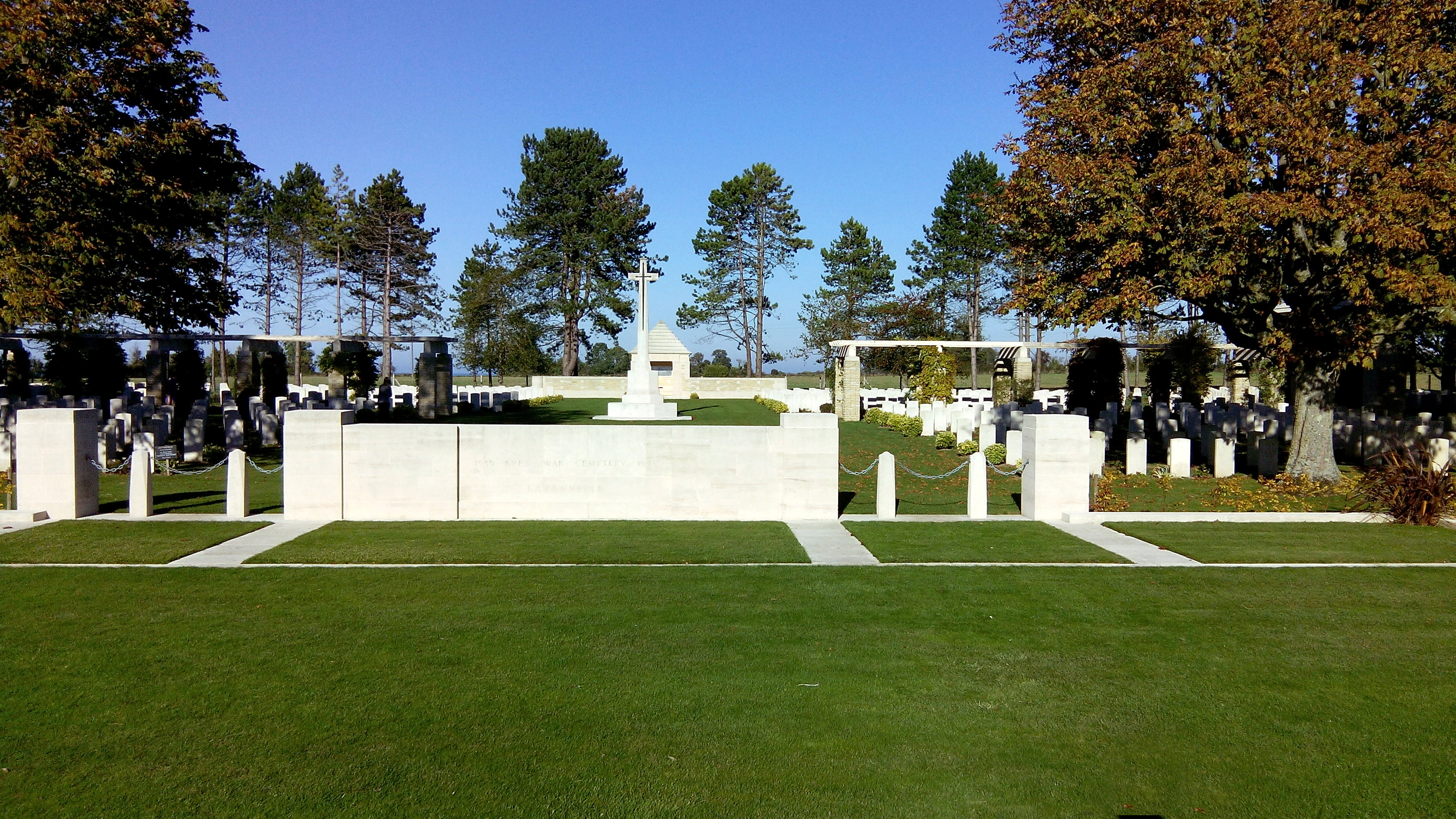
گورستان نظامی بریتانیا در بازنویل
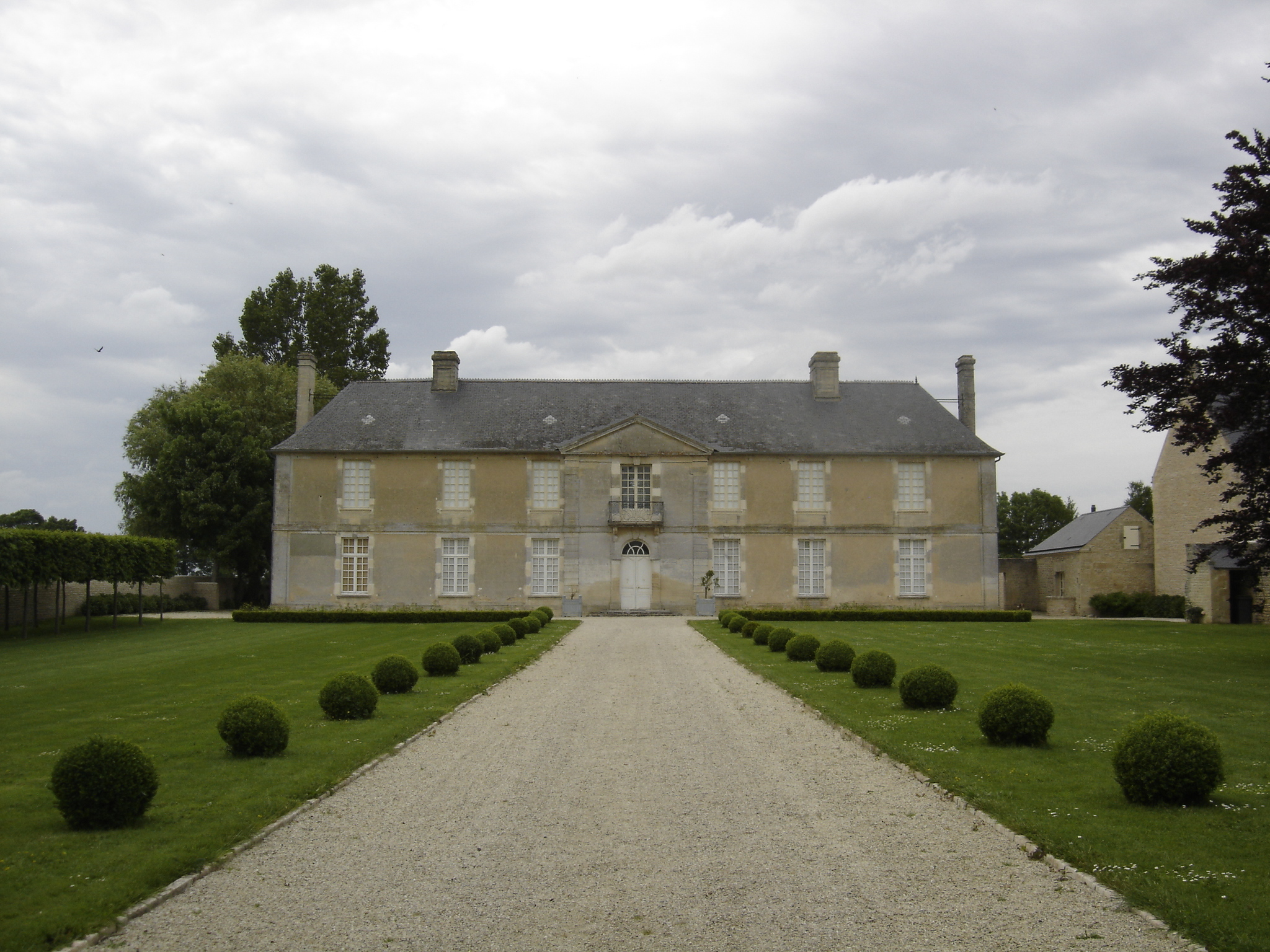
قلعه بازنویل
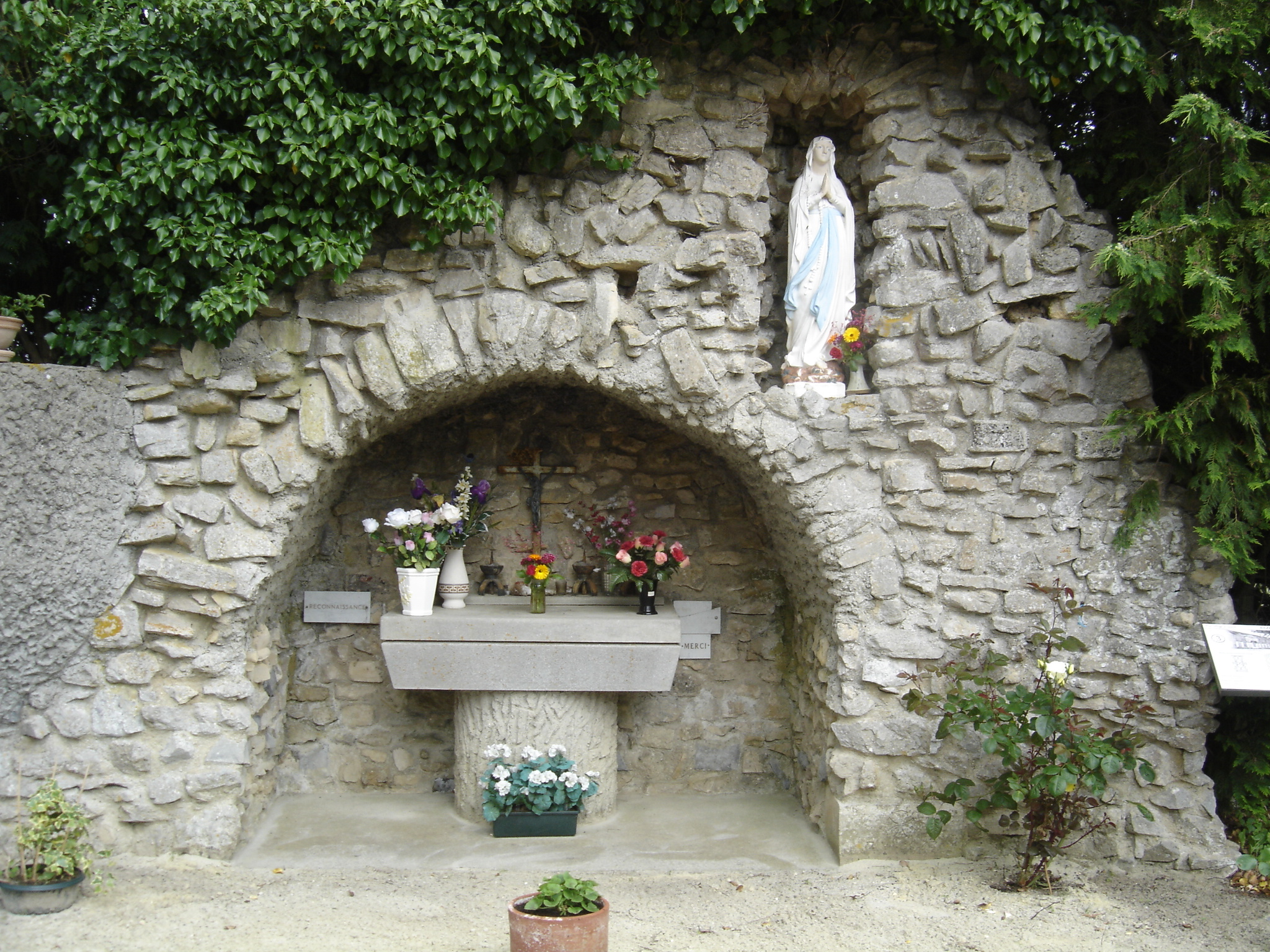
غار لوردس
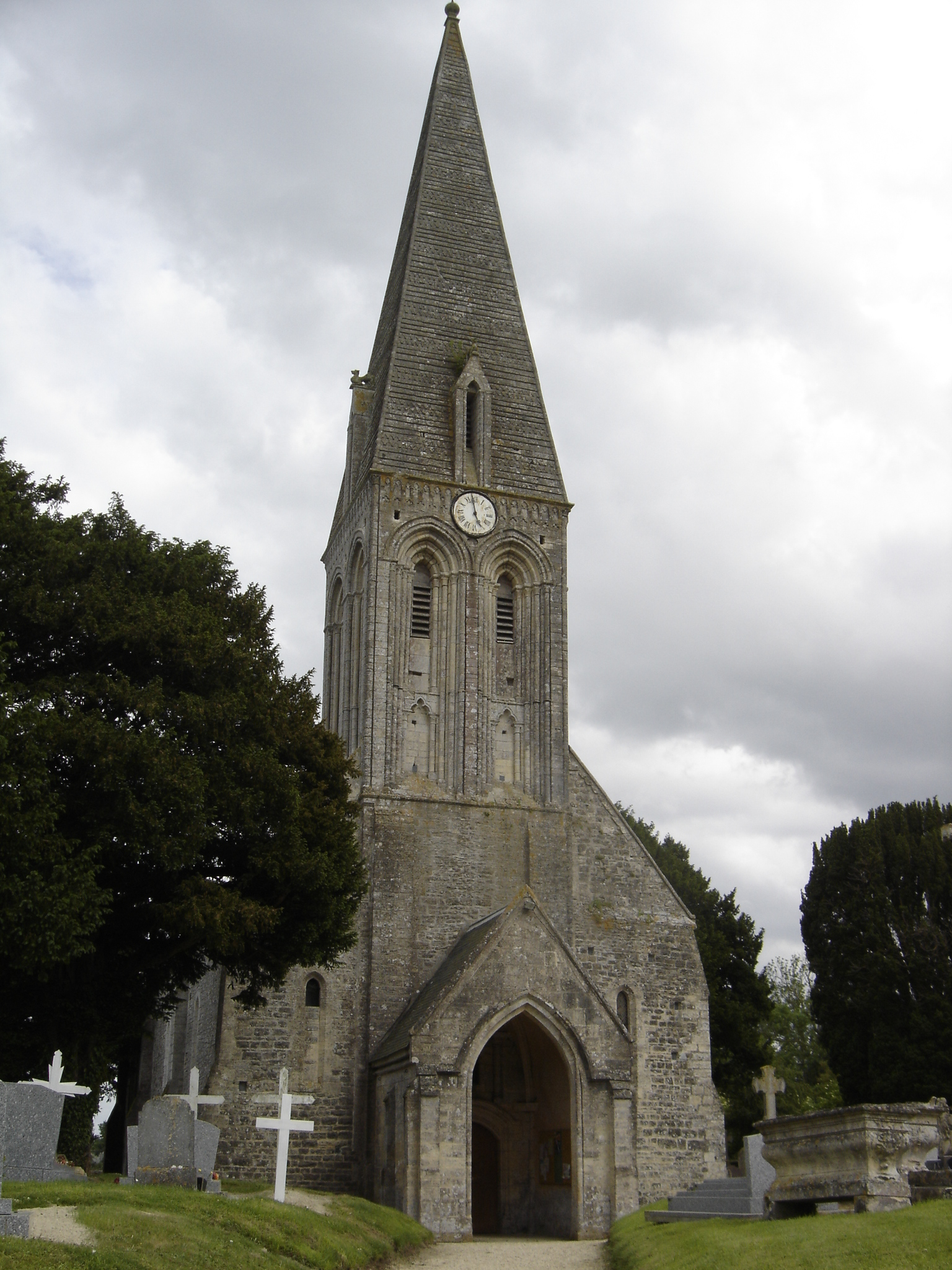
کلیسای سنت مارتین
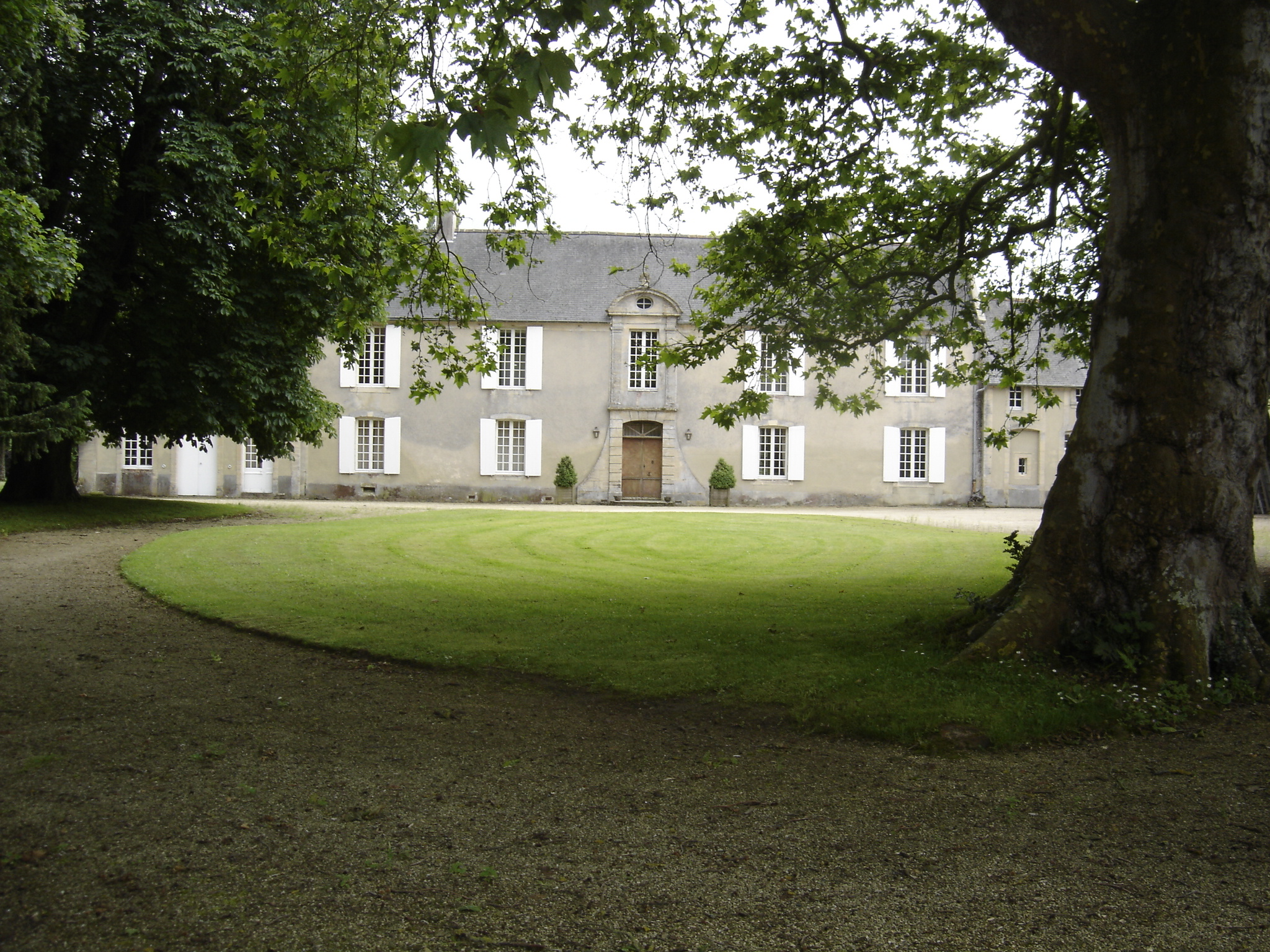
The Chateau de la Croix یا قلعه سلطنتی

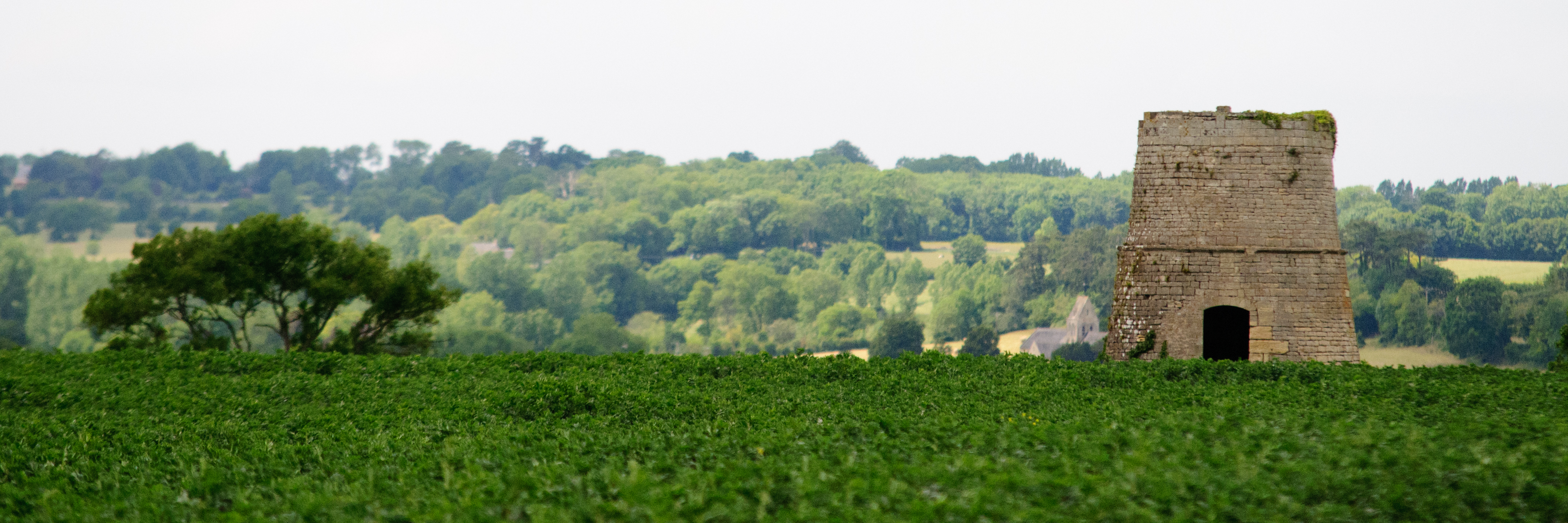
قبرستان جنگ

## افراد برجسته مربوط با کمون
- آنتوان هالی ، متولد 1593 در بازنویل، در سال 1675 درگذشت، شاعر.

## وابسته
- فهرست شهرهای فرانسه